# Les Gens du fleuve
Les Gens du fleuve est une série documentaire française réalisée par Morad Aït-Habbouche et diffusée à partir du 28 août 2013 sur France 3. 

## Synopsis
Série documentaire proposant de découvrir les modes de vie des habitants au bord des grands fleuves, tels le Zambèze, le Gange, ou le Mékong. 

## Épisodes
| Épisode | Fleuve   | Pays               | Première diffusion |
| ------- | -------- | ------------------ | ------------------ |
| 1       | Zambèze  | Zambie             | 28 août 2013       |
| 2       | Gange    | Inde               | 4 septembre 2013   |
| 3       | Mékong   | Laos Cambodge      | 11 septembre 2013  |
| 4       | Amazone  | Brésil             | 8 août 2014        |
| 5       | Nil Bleu | Éthiopie           | 22 août 2014       |
| 6       | Colorado | Mexique États-Unis | 29 août 2014       |

## Autour du documentaire
L'idée de lancer la collection Les Gens du fleuve est venue en réalisant un épisode de la série documentaire Sale temps pour la planète, dont Morad Aït-Habbouche en est également l'auteur, qui était consacré aux effets sur la vie des habitants près des fleuves. 